# Pentagenia
Pentagenia és un gènere d'insectes efemeròpters pertanyents a la família Ephemeridae.

## Taxonomia
El gènere Pentagenia conté dues espècies:
- Pentagenia robusta McDunnough, 1926
- Pentagenia vittigera (Walsh, 1862)